# António Pinto (Leichtathlet)
António Pinto (* 22. März 1966 in Vila Garcia bei Amarante) ist ein ehemaliger portugiesischer Langstreckenläufer.
Bei den Europameisterschaften 1998 in Budapest gewann er in 27:48,62 min die Goldmedaille im 10.000-Meter-Lauf, bei den Weltmeisterschaften 1999 in Sevilla wurde er über dieselbe Distanz Fünfter, nachdem er zuvor in diesem Jahr mit 27:12,47 min einen Europarekord aufgestellt hatte.	   
1994 gewann er den Berlin-Marathon und 1992, 1997 und 2000 den London-Marathon, zuletzt mit dem erst 2016 von Kaan Kigen Özbilen unterbotenen Europarekord im Marathonlauf von 2:06:36 min. 2000 erreichte er mit dem 11. Platz beim olympischen Marathon auch seine beste Platzierung bei Olympischen Spielen, nachdem er bereits 1988 Platz 13 im 10.000-Meter-Lauf und 1996 Platz 14 im Marathon belegt hatte.
2002 zog er sich vom internationalen Wettkampfsport zurück und betreibt nun ein Weingut in der Nähe von Porto.